# Karolinka
Karolinka (până în 1951 Karolinina Huť; în germană Charlottenhütte) este o comună și un oraș din districtul Vsetín din regiunea Zlín din Cehia. Are o populație de aproximativ 2.400 de locuitori.

## Etimologie
Numele său este un diminutiv în limba cehă al numelui feminin Caroline. A fost derivat de la prenumele mamei vitrege a fondatorului, antreprenorul evreu Salomon Reich. Până în anul 1951, numele său a fost Karolinina Huť, cu sensul de „Sticlăria Karolinei”.

## Geografie
Karolinka se află la aproximativ 17 kilometri (11 mi) de Vsetín și la 38 kilometri (24 mi) nord-vest de Žilina din Slovacia. Se învecinează cu Slovacia la sud. 
Se află la granița dintre Munții Hostýn-Vsetín și Munții Arțari (Javorníky). Cel mai înalt punct al comunei este muntele Malý Javorník, aflat la 1.019 metri (3.343 ft) deasupra nivelului mării, al cărui vârf se află la granița ceho-slovacă. 
Orașul propriu-zis se află în valea râului Vsetínská Bečva⁠(d). Un corp de apă notabil este lacul de acumulare Karolinka. 
Întregul teritoriu al comunei Karolinka se află în aria protejată peisagistică Beskydy.

## Istorie
Așezarea s-a dezvoltat în jurul unei fabrici de sticlă care a fost construită pe teritoriul comunei Nový Hrozenkov⁠(d) în 1861. Karolinina Huť a devenit comună, separat de Nový Hrozenkov în 1949. În 1951, a fost redenumită Karolinka.

## Transporturi
Karolinka se află pe linia de cale ferată Vsetín – Velké Karlovice⁠(d).

## Obiective turistice
Principalul obiective turistic al comunei Karolinka este Biserica Maicii Domnului din Carmel. Este o biserică modernă construită între 1994–1997.

## Orașe înfrățite–orașe gemene
Comuna Karolinka este înfrățită cu:
- Bytča, Slovacia
- Papradno, Slovacia
- Vysoká nad Kysucou, Slovacia